# ベニト石
ベニト石（ベニトせき、ベニトアイトbenitoite）は鉱物（ケイ酸塩鉱物）の一種。化学組成は BaTiSi3O9、結晶系は六方晶系。

## 産出地
1907年にアメリカ合衆国カリフォルニア州サンベニト郡で初めて発見され、名前はその地名に由来する。
日本では、新潟県糸魚川市青海と東京都奥多摩町白丸鉱山で見つかっている。
ソーダ沸石、海王石、蛇紋石、曹長石などを伴う。

## 性質・特徴
紫外線を当てると青い蛍光を放つ。

## 用途・加工法
高い屈折率（1.757-805）とダイアモンド並みの散乱（0.044）を持ち、劈開がないため加工しやすいが、非常に希産であるうえ、大きい結晶がない（カットは最大でも15.42カラット）ため貴重である。堀秀道は、ベニト石を藍方石と共に「カットして宝石にすると、サファイアに似て、サファイアよりきれい」、「大粒の石がまれ」と評している。